# Strada provinciale 220 di Cervignasco
La strada provinciale di Cervignasco (SP 220) è una strada provinciale italiana il cui percorso si snoda in Piemonte, attraversando le frazioni settentrionali di Saluzzo, tra cui la più importante, Cervignasco.

## Percorso
Inizia da Località Gerbolina, all'arrivo in Cervignasco vi è un incrocio, si svolta a sinistra e si prosegue in direzione del capoluogo comunale, attraversando le frazioni di Ruata Re e via dei Romani. Il termine della strada è presso l'imbocco di via Pinerolo (SP589), in Saluzzo nei pressi della zona industriale.